# Bulbophyllum tanystiche
Bulbophyllum tanystiche är en orkidéart som beskrevs av Jaap J. Vermeulen. Bulbophyllum tanystiche ingår i släktet Bulbophyllum och familjen orkidéer. Inga underarter finns listade i Catalogue of Life.